# Parlamentswahl in Benin 2023
Die Parlamentswahl in Benin 2023 wurde am 8. Januar im westafrikanischen Staat Benin durchgeführt. Gewählt wurden die 109 Mitglieder der Nationalversammlung. Die Union Progressiste pour le Renouveau (UPR), die bei den vorherigen Wahlen mit 47 von damals noch 83 Mandaten die absolute Mehrheit errang, wurde mit 53 von 109 Mandaten die stärkste Fraktion. Der ebenfalls regierungstreue Bloc Républicain (BR) errang 28 Mandate. Die verbleibenden 28 Sitze entfielen vollständig auf Les Démocrates (LD).

## Hintergrund
Bei der vorhergehenden Parlamentswahl 2019 traten aufgrund des zu dieser Zeit geltenden Wahlrechts lediglich zwei Parteien an, die beide den amtierenden Präsidenten Patrice Talon unterstützten. Bei dieser Wahl erhöhte sich die Anzahl der Parteien auf insgesamt sieben, von denen sich drei explizit als Oppositionsparteien bezeichneten. Neu wurde im Wahlgesetz eine Frauenquote eingeführt, nach der in jedem der 24 Wahlkreise wenigstens eine Frau gewählt werden muss.
Der Wahlkampf startete offiziell am 23. Dezember 2022 und erstreckte sich über 15 Tage bis zum 6. Januar 2023. Wahlberechtigt waren 6,6 Millionen Beniner, gewählt wurde in allgemeiner, direkter Wahl nach dem Verhältniswahllistensystem für eine Legislaturperiode von drei Jahren.

## Ergebnisse
- UPR: 53
- BR: 28
- LD: 28

| Parteien und Koalitionen                                                 | Sitze |
| ------------------------------------------------------------------------ | ----- |
| Union Progressiste pour le Renouveau (UPR)                               | 53    |
| Bloc Républicain (BR)                                                    | 28    |
| Les Démocrates (LD)                                                      | 28    |
| Forces Cauris pour un Bénin Émergent (FCBE)                              | 0     |
| Mouvement des Élites engagées pour l’Émancipation du Bénin (MOELE-BÉNIN) | 0     |
| Mouvement Populaire de Libération (MPL)                                  | 0     |
| Union Démocratique pour un Bénin Nouveau (UDBN)                          | 0     |
| Total                                                                    | 109   |